# Горизонт (порог)
Горизонт, или Турклуб Горизонт, — речной порог на горной реке Чуя в Республике Алтай. Порог имеет пятую категорию сложности по российской классификации. Длина порога составляет около 200 метров.

## Физико-географические характеристики порога
Порог Горизонт находится у отметки «371 км» федеральной трассы Р256 (Чуйский тракт) в республике Алтай (Онгудайский район) в узком скальном каньоне на резком изгибе реки Чуя. В 600 метрах выше по течению от Горизонта расположен порог Турбинный (5 к. с.). Расстояние от порога Горизонт до районного центра села Онгудай примерно 60 километров на северо-запад по Чуйскому тракту. Расстояние от порога Горизонт до места слияния Чуи с Катунью составляет примерно 5 километров вниз по течению.

## Технические характеристики порога
Порог Горизонт имеет пятую категорию сложности по российской классификации и, наряду с порогами Бегемот (5—6 к. с.) и Турбинный (5 к. с.), является одним из трёх сложнейших порогов нижней Чуи. Длина порога составляет около 200 метров. Порог Горизонт является последним порогом на реке Чуя вплоть до её слияния с Катунью. Характерными препятствиями порога являются сливы и валы, а также мощный прижим в середине порога на речном изгибе. Общее падение воды в пороге составляет около 5—6 метров.

### Подход к порогу и разведка
От Чуйского тракта к каньону, в котором расположен порог, ведёт грунтовая автомобильная дорога. Расстояние от Чуйского тракта до Чуи в этом месте около 200 метров. В силу опасности и сложности порога, особенно во время «высокой» воды, необходима предварительная разведка. Обычно разведка порогов Турбинный и Горизонт проходит вместе, так как расстояние между ними всего 600 метров. Осмотр порога осуществляется с правого берега с высоких (высотой до 50 метров) отвесных скальных стен. Организация страховки с берега из-за особенностей рельефа затруднена.

### Прохождение порога

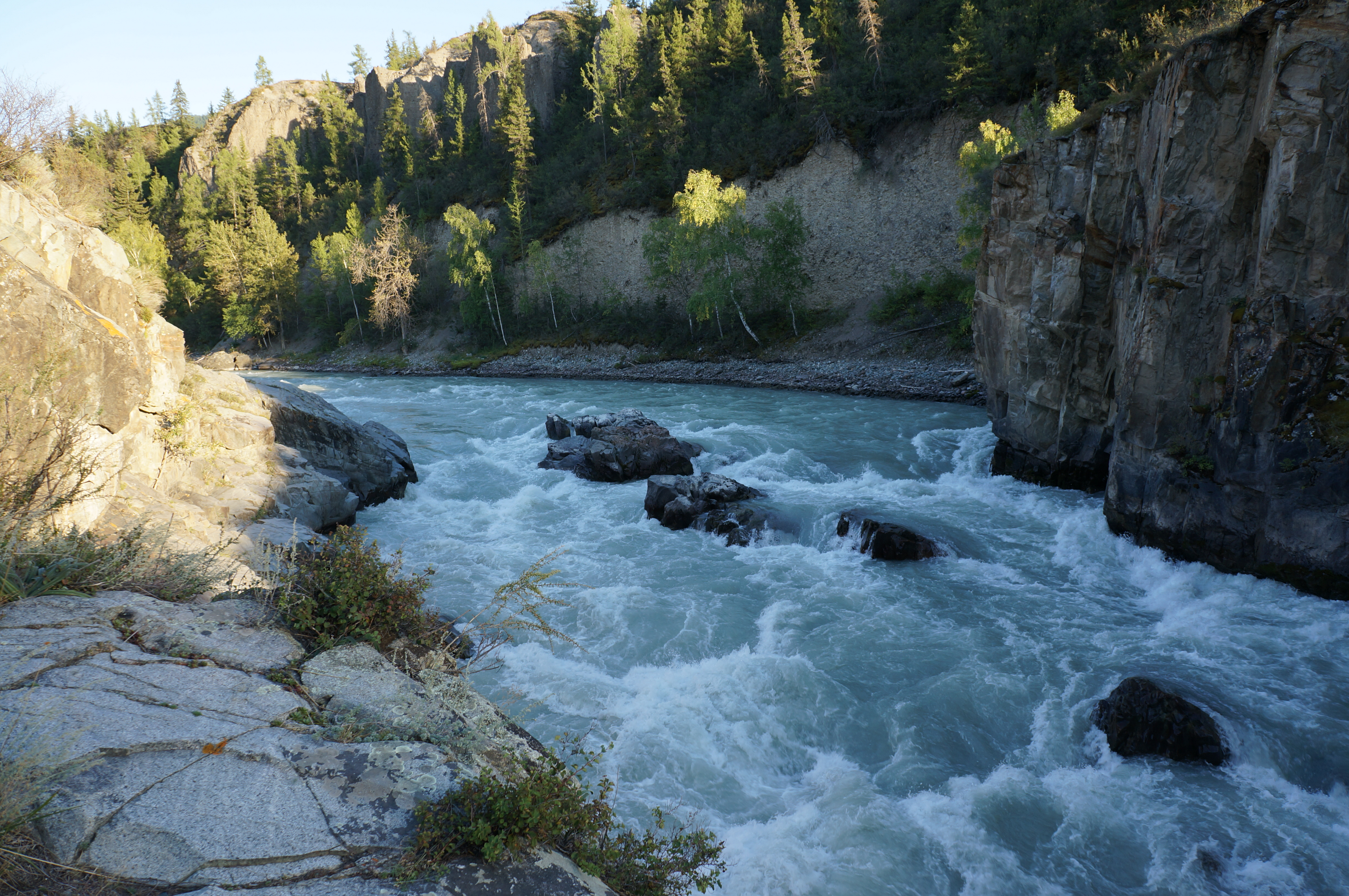
Вход в порог Горизонт

Порог Горизонт представляет собой узкую стремнину в окружении высоких отвесных скал. На входе в порог поток река Чуя разделяется на две части группой камней. В обеих частях потока в этой части порога расположена череда мощных сливов и валов, особенно сильных в левой его части. Правая часть порога представляет собой поток шириной 3—4 метра (в «среднюю» воду) с общим падением высоты реки около 1 метра. Примерно через 30 метров потоки соединяются. После этого Чуя делает резкий поворот влево на 90°, при этом основной правый поток уходит в прижим под скалу справа. В этом месте скала имеет отрицательный уклон, из-за чего поток уходит под скалу вниз. После поворота русло реки заполнено чередой скальных обломков и плит, отходящих от правого берега. В «высокую» и «среднюю» воду они залиты водой, но в «низкую» воду они загораживают проход по правой части. Слева имеется слив шириной около 1,5 метров. Далее порог переходит в шиверу с островом в центре реки. Длина первой части порога до поворота, которая является самой сложной, составляет около 80 метров, вторая часть имеет длину около 120 метров.
Порог Горизонт представляет определённую сложность для любого класса судов. При прохождении порога следует придерживаться правой стороны до соединения двух параллельных потоков. Несмотря на то, что правая сторона проще левой, череда мощных сливов и валов, а также относительная узость прохода делают эту часть порога достаточно сложной. Перед поворотом необходимо уходить влево, чтобы избежать попадания в прижим. При «низкой» и «средней» воде этот манёвр не является сложным, но при «высокой» воде поток становится гораздо мощней, и уносит в прижим под скалу. В «высокую» воду прижим становится гораздо сильней и представляет большу́ю опасность из-за особенностей рельефа. Шивера после поворота и последнего слива не представляет особой сложности.
Организация страховки с берега затруднена, но возможна. В «низкую» и «среднюю» воду также возможна организация страховки с воды, так как перед прижимом образуется улово, в котором можно встать на страховку, или небольшой отдых. В «высокую» воду улово исчезает, а прижим становится гораздо мощнее, и организация страховки с воды становится невозможной. При принятии решения о непрохождении порога Горизонт он обносится по дороге по правой стороне реки. При этом также обносится и порог Турбинный, так как между этими порогами нет возможности выйти на берег.

## Туризм
Порог Горизонт является одним из основных препятствий при сплавах по Нижней Чуе. Порог является проходимым для плотов (рафтов), катамаранов, каяков. Также возможно прохождение порога в рамках «коммерческих сплавов».
До 2004 года прохождение порога Горизонт было частью одного из этапов международных соревнований по водному туризму «Чуя-Ралли». Параллельный спринт на длинной дистанции проходил по участку реки, включающем пороги Турбинный и Горизонт, и заканчивался в 1,5 километрах ниже устья Чуи на Катуни. Впоследствии, эту дистанцию перенесли выше. С 2005 года она проходит через пороги Классический (3 к. с.) и Слаломный (4 к. с.) включительно, расположенные между порогами Бегемот и Турбинный.